# 熱海型砲艦
熱海型砲艦（あたみがたほうかん）は、日本海軍砲艦の艦級。

## 概要
昭和2年計画艦。勢多型の改良型。前型の実績を現地調査して設計に反映させた。終戦時2隻とも上海方面で健在で中国軍に接収された。

## 計画
昭和2年度 (1937年度) の補充計画で建造する砲艦について、軍令部の最初の要求は1,000トン型大型砲艦1隻、850トン型中型砲艦1隻、340トン型小型砲艦4隻であったが、最終的には、250トン型小型砲艦2隻のみの予算が議会で承認された。
当時は揚子江方面の警備を強化するための河用砲艦が要望され、また減水期の期間でも上流へ遡江出来る速力が望まれた。
設計に当たっては勢多型砲艦、「鳥羽」、「伏見」など在役の河用砲艦使用実績が考慮された他、1928年 (昭和3年) に設計担当者が揚子江方面へ出張して、現地の状況や現場の意見、各艦の使用状況などを調査した。

## 艦型
英国式の勢多型と比較して、低い煙突や大型の操舵室など日本海軍独特なスタイルとなった。

### 船体
艦の大きさは極力小さくするように努められた。
船体は短い船首楼甲板を持ち、操艦を考慮して艦の長さは45.3 mに抑えられた (勢多型は54.8 m) 。
揚子江の急流域を溯行するために速力は勢多型と同じ16ノットが要求され、速力船長比が大となるために船体の柱形係数 (Plasmatic coefficient) を0.63に減少させた (勢多型は0.74) 。
また高速航行時の艦尾波を抑えて推進効率を上げ、舵の効きをよくするような船体形状が研究された。
揚子江での運用上、吃水は1mと計画した。
ただし竣工時でも計画より排水量が増加しており、吃水の増加と乾舷の減少に悩まされた。

### 艤装
一般配置は基本的に勢多型と同様で、船首楼甲板の直後から艦尾直前までシェルター甲板が続き、その上の前方に艦橋、後方に下士官室を設置した。
煙突は2本。
居住性を良好にするために艦内の艤装が改良され、無線通信能力の発揮に注意が払われた。
舵は勢多型と同様に細長い形状の3枚舵で、舵軸をトランサム型艦尾の直後に設けた。

### 機関
ボイラーはロ号艦本式混焼缶2基を装備した。
圧力14kg/cm2の飽和蒸気。
揚子江方面では石炭より重油の方が入手が容易であったため、後に現地で重油専焼に改められたという。
主機は直立2気筒2段膨張直動式レシプロ 2基。
機関出力は1,300 ihp (970 kW)とする資料と1,200 ihp (890 kW)とする資料がある。
推進は2軸で回転数340 rpm、直径1,450 mm、ピッチ1,790 mm。
推進器付近の船体にはトンネル状のくぼみを設け、推進器をその下端がキールラインより上になるように配置した。

### 兵装
竣工時の兵装は以下の通り。
- 短8センチ高角砲 1門 : 艦橋前の上構上に楯付で装備[15]。
- 7.7mm機銃 5挺 : 煙突横のシェルター甲板上の片舷2挺づつとシェルター甲板最後尾に1挺、竣工時より楯を装備[15]。
- 探照灯 1基 : 艦橋天蓋に装備[15]。
- 測距儀 : 艦橋天蓋に装備[15]。
- 小掃海具[12]

「二見」進水時の資料では機銃は6挺装備の予定で、
その場合は一一式軽機銃 1挺が追加装備されたと思われる。

### 回航時の仮装備
1930年 (昭和5年) に日本から中国大陸へ回航する際に佐世保海軍工廠で以下の装備を仮設した。
- 上甲板全周に高さ約1.3mのブルワークを設置し、甲板上や艦内に支柱を設けて船体を補強。
- 艦首フライング・デッキ後方の開口部は木材で防波壁を設けて補強する。
- 艦首部分は艦内から木で補強。
- デッキハウスや機関室の入口は高さ約1mの仮蓋で囲う、他の入口は閉鎖。
- 石炭庫や倉庫の入口は補強する。
- 舷窓は必要箇所に仮蓋を設ける。
- 被曳航装置を設ける。
- フェンダーを設ける。
- 容量3トンの応急予備水タンクを艦内に設置。

## 艦型の変遷
上海事変の戦訓から、1937年 (昭和12年) 頃に後部上構上に13ミリ連装機銃1基が装備された。
1938年 (昭和13年) 時の兵装は以下の通り。
- 五年式短8センチ高角砲 1門
- 保式13ミリ機銃 2挺 (「二見」は未装備)
- 留式7.7mm機銃 5挺
- 一一式軽機銃 2挺

日中戦争の戦訓として小掃海具の装備が追加された。
太平洋戦争開戦前後に艦首の短8センチ高角砲は8センチ高角砲に換装されたと思われる。
大戦後期に25ミリ機銃数挺が装備されたらしい。
高角砲は撤去されて陸上砲台に移設されたと言われている。
戦後撮影の「二見」の写真では高角砲が装備されていないという。

## 運用
2隻 (「熱海」「二見」) が建造され、
上海事変や日中戦争に参加、太平洋戦争後半には揚子江で対空監視船の任務も行った。
終戦時には2隻とも上海方面にあって中国軍に接収され、後に中共軍で使用された。

## 同型艦
- 熱海（あたみ）
  - 1928年11月6日 三井造船にて起工
  - 1929年3月30日 進水
  - 1929年6月30日 竣工
  - 上海で終戦。中国軍が接収、「烏江」と改名
  - 1945年9月30日 除籍
- 二見（ふたみ）
  - 1929年6月25日 藤永田造船所にて起工
  - 1930年2月28日 竣工
  - 九江で終戦。中国軍が接収、「湘江」と改名
  - 1945年9月30日 除籍